# Kanstantsin Kaltsoŭ
Kanstantsin Jaŭhenavitj Kaltsoŭ (belarusiska: Канстанці́н Яўге́навіч Кальцо́ў, łacinka: Kanstancin Jaŭhienavič Kalcoŭ, ryska: Константи́н Евге́ньевич Кольцо́в, Konstantin Jevgenjevitj Koltsov), född 17 april 1981 i Minsk, Vitryska SSR, Sovjetunionen (i nuvarande Belarus), död 18 mars 2024 i Miami, Florida, var en belarusisk professionell ishockeyspelare som sist spelade för belarusiska HK Dinamo Minsk i KHL.
Kaltsoŭ valdes av Pittsburgh Penguins som 18:e spelare totalt i 1999 års NHL-draft.
Kaltsoŭ spelade även ett flertal matcher för det belarusiska hockeylandslaget.

## Klubbar
- Yunost Minsk, Moderklubb, 1998
- Severstal Tjerepovets, 1997–1999
- Metallurg Novokuznetsk, 1999–2000
- Ak Bars Kazan, 2000–2002
- HK Spartak Moskva, 2001–2002, 2004–2005
- Pittsburgh Penguins, 2002–2004, 2005–2006
- Wilkes-Barre/Scranton Penguins, 2002–2004, 2005–2006
- HK Dinamo Minsk, 2004–2005 (Lockout), 2015–2016
- Salavat Julajev Ufa, 2006–2012
- Atlant Mytisjtji, 2012–2014
- Ak Bars Kazan, 2014–2015